# یمیشن (حمام‌اوزو)
یمیشن (به ترکی استانبولی: Yemişen) یک منطقهٔ مسکونی در ترکیه است که در حمام‌اوزو واقع شده‌است.